# مغامرة رجل الطلاء المتقاعد
مغامرة رجل الطلاء المتقاعد (بالإنجليزية: The Adventure of the Retired Colourman)‏ واحدة من 56 قصة قصيرة لشيرلوك هولمز من تأليف السير آرثر كونان دويل. واحدة من 12 في سلسلة كتاب قضايا شرلوك هولمز. نشرت القصة في 1926.

## الترجمة العربية
مغامرة رجل الطلاء المتقاعد، مؤسسة هنداوي، ترجمة صلاح عبد العزيز مفتاح ومراجعة محمد فتحي خضر.